# KamAZ-53228
Der KamAZ-53228 (russisch КамАЗ-53228) ist ein allradgetriebener Lastwagen aus der Produktion des KAMAZ-Werks in Nabereschnyje Tschelny. Das Fahrzeug wurde von Beginn der 1990er-Jahre bis 2009 in Serie gebaut. Mit dem KamAZ-53229 existiert eine Version ohne Allradantrieb, der Kipper KamAZ-65111 nutzt das gleiche Fahrgestell wie der KamAZ-53228.

## Fahrzeugbeschreibung

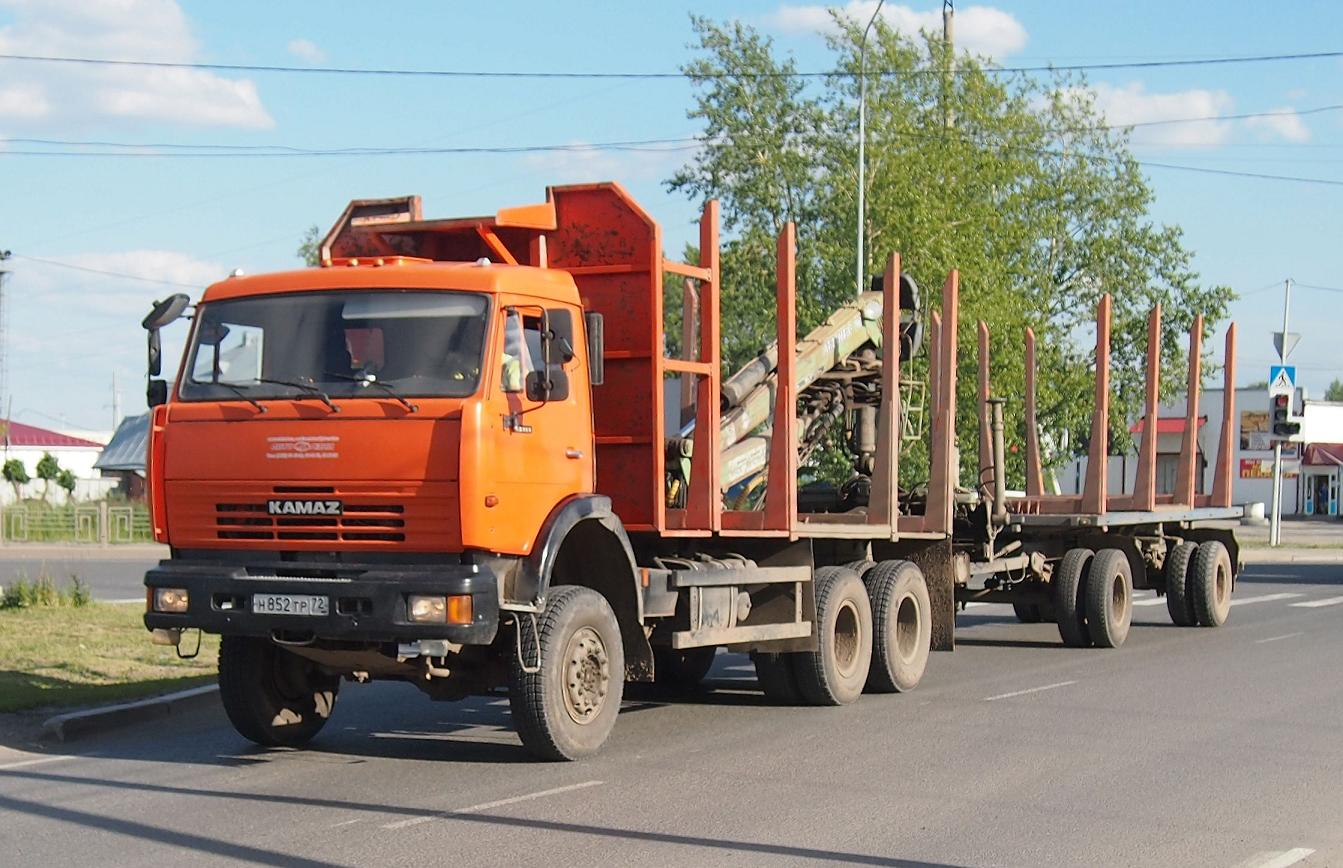
Holztransporter auf Basis des KamAZ-53228 (2014)

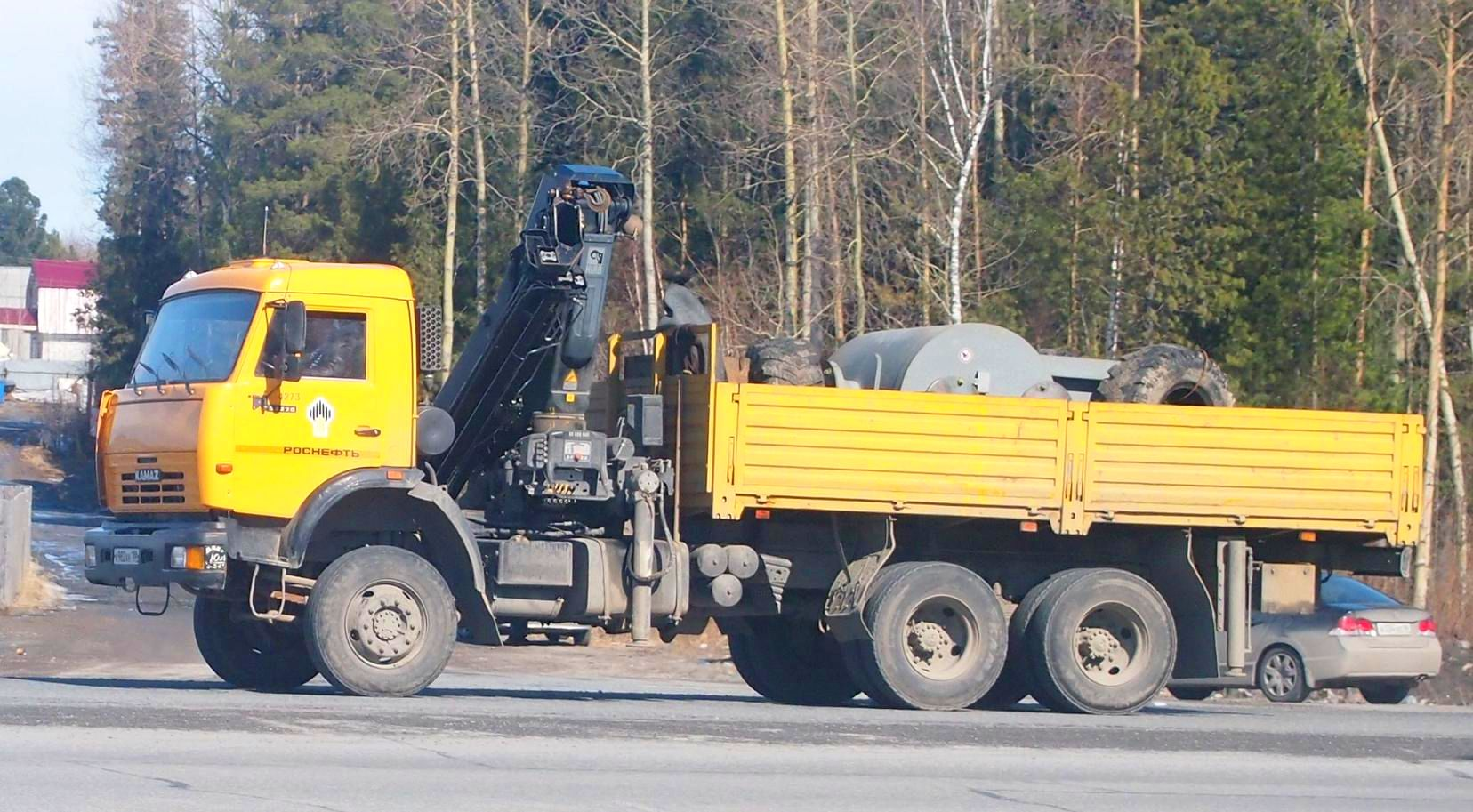
KamAZ-53228 mit Ladekran (2015)

Der Prototyp eines Lastwagens mit Allradantrieb wurde 1989 vorgestellt und trug bereits zu diesem Zeitpunkt die Bezeichnung KamAZ-53228. Anlass war das 25-jährige Bestehen von KAMAZ.
Die Serienfertigung begann nach dem Zerfall der Sowjetunion in den frühen 1990er-Jahren. Bis 1993 oder 1994 lief das Fahrzeug noch mit Pritschenaufbau vom Band. Danach wurden nur noch Fahrgestelle für spezielle Aufbauten hergestellt. Darunter war eine Konstruktion zum Transport von Langholz, das entsprechende Fahrzeug erhielt den Index KamAZ-6423. Auch Tankfahrzeuge des Typs ATZ-56215 nutzten das Fahrgestell, sie sind für den Transport von Treibstoffen konzipiert.
Seit 2003 wird das Fahrgestell des KamAZ-53228 in Kippern des Typs KamAZ-65111 verwendet. Dort wird es auch mit Stand Mitte 2016 noch verbaut. Die Produktion des KamAZ-53228 dagegen wurde 2008 oder 2009 eingestellt.
Mit verhältnismäßig kleiner Straßenbereifung und Doppelbereifung an den Hinterachsen ist der KamAZ-53228 nicht für schweres Gelände geeignet. Für derartige Einsätze produzierte der Hersteller andere Lastwagen, zum Beispiel den KamAZ-43114 oder KamAZ-43118.

## Technische Daten
Die hier aufgeführten Daten gelten für Fahrzeuge vom Typ KamAZ-53228. Über die Bauzeit hinweg und aufgrund verschiedener Modifikationen an den Fahrzeugen können einzelne Werte leicht schwanken.
- Motor: Viertakt-V8-Dieselmotor
- Motortyp: KamAZ-740.51-240
- Leistung: 240 PS (176 kW)
- maximales Drehmoment: 912 Nm
- Hubraum: 10,85 l
- Hub: 120 mm
- Bohrung: 120 mm
- Verdichtung: 16,5:1
- Abgasnorm: EURO 2
- Tankinhalt: 210 + 350 l, auch nur 210 l
- Getriebe: manuelles Zehngang-Schaltgetriebe
- Höchstgeschwindigkeit: 80 km/h
- Antriebsformel: 6×6

Abmessungen und Gewichte
- Länge: 7850–8895 mm
- Breite: 2500 mm
- Höhe: 3245 mm
- Radstand: wahlweise 3340, 3690 oder 4100 mm
- Rahmenhöhe: 1060 mm (Maß von Fahrbahn bis zur Oberkante des Fahrgestells)
- Leergewicht: 7760–8300 kg, je nach Aufbau
- Zuladung: 15.550–16.090 kg, ebenfalls aufbauabhängig
- zulässiges Gesamtgewicht: 24.000 kg
- maximal befahrbare Steigung: 31 %